# Carter County, Oklahoma
Carter County är ett administrativt område i delstaten Oklahoma, USA, med 47 557 invånare. Den administrativa huvudorten (county seat) är Ardmore. 

## Geografi
Enligt United States Census Bureau har countyt en total area på 2 159 km². 2 134 km² av den arean är land och 26 km² är vatten.

### Angränsande countyn
- Kingfisher County - nord
- Oklahoma County - öst
- Cleveland County - sydost
- Grady County - syd
- Caddo County - sydväst
- Blaine County - nordväst

### Orter
- Ardmore (huvudort)
- Dickson
- Gene Autry
- Healdton
- Lone Grove
- Ratliff City
- Springer
- Tatums
- Wilson